# Claire Lacombe
Pour les articles homonymes, voir Lacombe.
Claire Lacombe, née le 4 mars 1765 à Pamiers et morte le 2 mai 1826 à Paris, est comédienne, militante révolutionnaire et féministe française.

## Biographie
Claire Lacombe naît le 4 mars 1765 à Pamiers. Daté du même jour, son acte de baptême mentionne qu'elle est la fille légitime de ses parents, son père Bertrand Lacombe étant marchand.
L'historiographie lui prête parfois le prénom « Rose » mais celui-ci ne figure dans aucun document officiel puisqu'il lui a été attribué erronément au cours du XIXe siècle.
Avant la Révolution, elle est comédienne, non sans succès, à Marseille et à Lyon. En 1792, elle arrive à Paris où elle fréquente le club des Cordeliers.

Le 25 juillet 1792 elle prononce un bref discours à la barre de l'Assemblée nationale :
« Née avec le courage d'une Romaine et la haine des tyrans, je me tiendrais heureuse de contribuer à leur destruction. Périsse jusqu'au dernier despote, intrigants, vifs esclaves, des Néron et des Caligula, puissé-je tous vous anéantir. Et vous, mères de famille, que je blâmerais de quitter vos enfants pour suivre mon exemple, pendant que je ferai mon devoir en combattant les ennemis de la patrie, remplissez le vôtre en inculquant à vos enfants les sentiments que tout Français doit avoir en naissant, l'amour de la liberté et l'horreur des despotes. Ne perdez jamais de vue que sans les vertus de Véturie, Rome aurait été privé du grand Coriolan. »
 Elle obtient une « couronne civique » pour avoir participé, lors de la journée du 10 août 1792, à l’assaut du palais des Tuileries avec un bataillon de Fédérés.

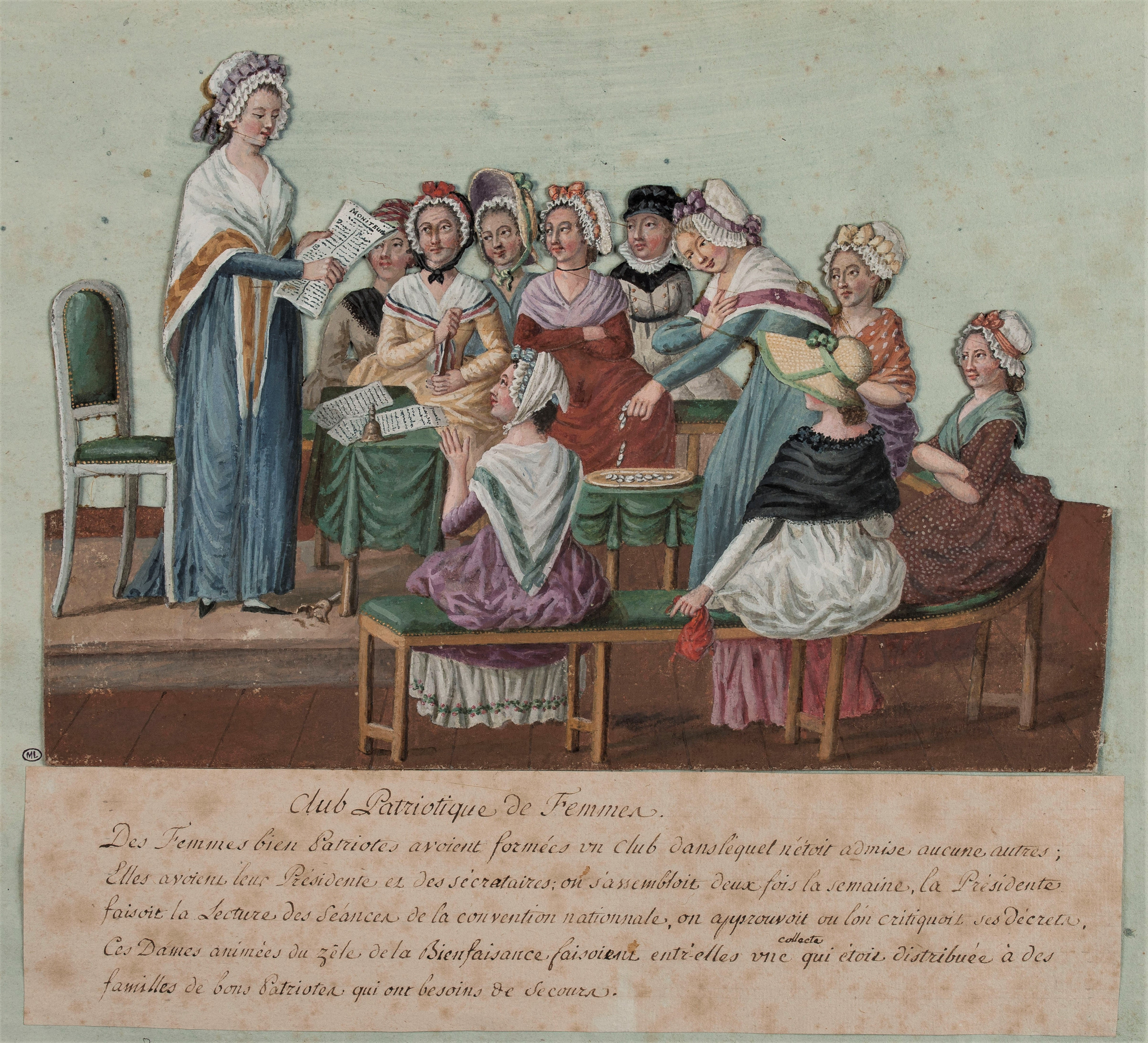
Club patriotique de femmes, gouache de Jean-Baptiste Lesueur, 1791, musée Carnavalet.

L’hiver suivant, elle est proche du groupe des Enragés (elle est un temps la compagne de Jean-Théophile Leclerc qui épousera plus tard Pauline Léon) et milite contre le chômage ou l’accaparement des richesses, préoccupations sociales qui l’amènent à fonder avec Pauline Léon la Société des républicaines révolutionnaires en mai 1793.
On sait que Claire Lacombe était belle femme, comme le dit avec condescendance le montagnard Choudieu, député de Maine-et-Loire : « Mlle Lacombe n’avait d’autre mérite qu’un assez beau physique. Elle représentait dans nos fêtes publiques la déesse de la liberté. Elle avait, comme Mlle Théroigne, une grande influence dans les groupes. Elle n’avait aucune qualité brillante, mais ses manières convenaient à la masse du peuple ».[réf. nécessaire]
Le 12 mai 1793, les Républicaines révolutionnaires demandent le droit de porter les armes pour combattre en Vendée. Claire Lacombe joue un rôle important lors des journées du 31 mai et du 2 juin 1793, participant aux débats et poussant à l’insurrection. En août, elle réclame par une pétition que tous les nobles de l’armée soient destitués et le 5 septembre, elle demande même l’épuration du gouvernement. Cette fois, les jacobins s’en prennent à elle et l’accusent de délits peu crédibles, mais extrêmement dangereux à l’époque : avoir donné asile à des aristocrates par exemple. Sur le registre de la prison de Sainte-Pélagie la détenue Claire Lacombe est décrite ainsi : « Taille de 5 pieds, 2 pouces [1m 57]. Cheveux, sourcils et yeux bruns, nez moyen, bouche grande, visage et menton ronds, front ordinaire. »
Arrêtée le 16 septembre, elle est relâchée le soir même. Le 7 octobre 1793, elle se présente à la barre de la Convention et réfute les arguments de ses adversaires, dénonçant au passage l’oppression dont sont victimes les femmes, ajoutant même : « Nos droits sont ceux du peuple, et si l’on nous opprime, nous saurons opposer la résistance à l’oppression ».
Le gouvernement n’apprécie pas et, quelques jours plus tard, Claire Lacombe est impliquée dans une affaire qui cause sa perte : des femmes de la Halle accusent les Républicaines révolutionnaires de les avoir forcées à prendre le bonnet rouge, coiffure réservée aux hommes. Victorieuses, les femmes de la Halle auraient même fouetté Claire Lacombe au passage. Cet évènement sert de prétexte au gouvernement révolutionnaire, qui interdit tous les clubs féminins, à commencer par les Républicaines révolutionnaires.
La chute des Enragés puis celle des Hébertistes mettent Claire Lacombe en danger et elle doit se cacher. Elle est arrêtée le 2 avril 1794 avec Pauline  et Jean-Théophile Leclerc. Le 1er fructidor an III (18 août 1795), le Comité de sûreté générale signe l'ordre de sa libération, effective le 3 fructidor (20 août 1795).
Claire Lacombe quitte alors Paris pour Nantes, où elle demeure trois ans. Elle y reprend son métier de comédienne, tient les « forts premiers rôles » et cesse tout engagement politique, bien qu'elle échange une correspondance avec ses anciennes camarades de la capitale. En juin 1798, elle se trouve à Paris avec un compagnon comédien, « endettée auprès de sa logeuse ».
En 1823, une notice de la Biographie nouvelle des contemporains évoque des rumeurs qui lui prêtent des rapports avec la police parisienne sous le Directoire, en sus d'avancer qu'« on la croit morte depuis quelques années,. »
Le 19 juin 1821, elle est admise en tant qu'« aliénée » à l'hôpital de la Pitié-Salpêtrière où elle est référencée comme étant institutrice. Elle y décède d'un anévrisme aortique près du cœur le 2 mai 1826.

## Écrits
- Discours prononcé à la barre de l'Assemblée nationale par Madame Lacombe, le 25 juillet 1792, l'an 4e de la liberté. Imprimé par ordre de l'Assemblée nationale, 1792, lire en ligne sur Gallica ; Paris, EDHIS, 1982, 4 p. (OCLC 915029873)
- Rapport fait par la citoyenne Lacombe à la Société des Républicaines révolutionnaires, de ce qui s'est passé le 16 septembre à la Société des Jacobins, concernant celle des Républicaines révolutionnaires… et les dénonciations faites contre la citoyenne Lacombe personnellement, Paris, 1793, lire en ligne sur Gallica ; Paris, EDHIS, 1982 (OCLC 915029372) ; Micro Graphix, 1992 (OCLC 634929069)

## Hommage
Elle fait partie de la visite de Paris Parcours révolution, un point étape face à son logement dans le quartier du Palais royal.
Une plaque commémorative est mise à son nomau 19 Rue de l'Arc à Marseille sur La Maison Relais et Résidence d’Artistes Claire Lacombe.